# Minniza occidentalis
Minniza occidentalis es una especie de arácnido del orden Pseudoscorpionida de la familia Olpiidae.

## Distribución geográfica
Se encuentra en Mauritania.